# Valle de las Flores
Valle de las Flores är en ort i Mexiko.   Den ligger i kommunen León och delstaten Guanajuato, i den centrala delen av landet, 300 km nordväst om huvudstaden Mexico City. Valle de las Flores ligger 1 777 meter över havet och antalet invånare är 274.
Terrängen runt Valle de las Flores är huvudsakligen platt, men åt nordväst är den kuperad. Runt Valle de las Flores är det tätbefolkat, med 683 invånare per kvadratkilometer. Närmaste större samhälle är León de los Aldama, 11,1 km norr om Valle de las Flores. Omgivningarna runt Valle de las Flores är en mosaik av jordbruksmark och naturlig växtlighet.